# William Cavendish, 2. Duke of Devonshire

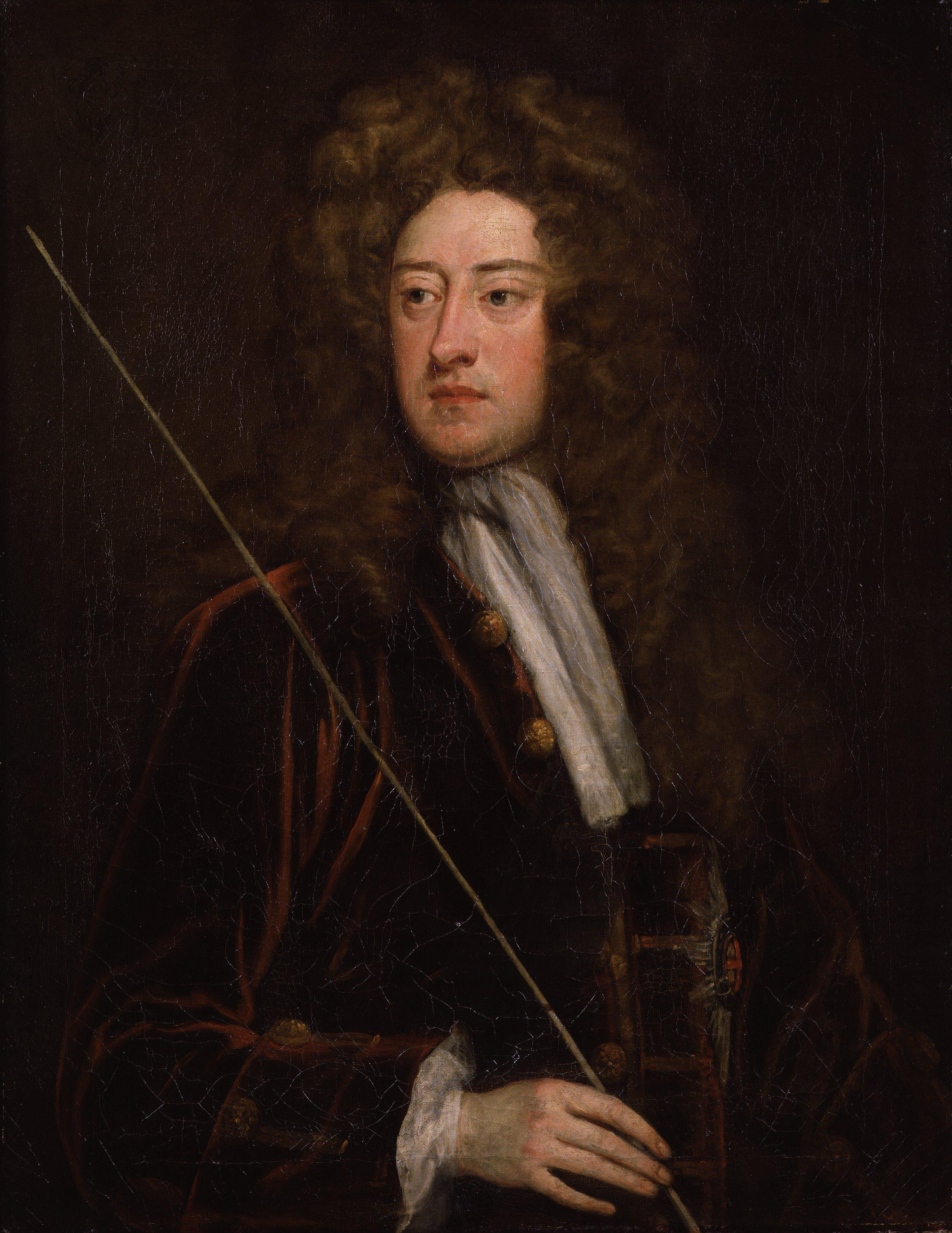
William Cavendish, 2. Duke of Devonshire

William Cavendish, 2. Duke of Devonshire (* 1672; † 4. Juni 1729) war ein britischer Peer und Politiker.

## Leben
Er war der älteste Sohn von William Cavendish, 1. Duke of Devonshire und Lady Mary Butler.
1695 wurde er erstmals ins House of Commons gewählt. Er war dort von 1695 bis 1701 Knight of the Shire für Derbyshire, 1702 Burgess für Castle Rising in Norfolk 1702 und 1702 bis 1707 Knight of the Shire für Yorkshire. Im Parlament gehörte er der Partei der Whigs an. Beim Tod seines Vaters erbte er 1707 dessen Adelstitel als Duke of Devonshire und stieg dadurch ins House of Lords auf.
Von 1702 bis 1707 war er Captain der Yeomen of the Guard. Er wurde 1707 Mitglied des Privy Council und saß von 1716 bis 1717 und 1725 bis 1729 diesem Gremium als Lord President of the Council diesem vor. Von 1707 bis 1710 fungierte er als Reiserichter (Chief Justice in Eyre, North of Trent) und hatte von 1707 bis 1710 und von 1714 bis 1729 das Amt des Lord Lieutenant of Derbyshire inne. 1710 wurde er als Knight Companion in den Hosenbandorden aufgenommen und 1714, 1720 bis 1725 und 1727 fungierte er als Lord Justice of the Realm.

## Ehe und Nachkommen
Er heiratete am 21. Juni 1688 Rachel Russel (1674–1725), eine Tochter von William Russel, Lord Russel, Sohn und Erbe des William Russell, 1. Duke of Bedford.
Gemeinsam mit Rachel Russel hatte er folgende Kinder:
- William Cavendish, 3. Duke of Devonshire (1698–1755);
- Lady Rachel Cavendish (1699–1780) ⚭ 1723 Sir William Morgan;
- Lady Elizabeth Cavendish (1700–1747) ⚭ Sir Thomas Lowther, 2. Baronet;
- Lord James Cavendish (1701–1741);
- Lord Charles Cavendish (1704–1783) ⚭ 1727 Lady Anne Grey, Tochter des Henry Grey, 1. Duke of Kent; Nachkomme dieser Verbindung ist der Naturwissenschaftler Henry Cavendish.

Aus einer außerehelichen Beziehung mit der Schauspielerin Mary Heneage hatte er zudem eine illegitime Tochter:
- Henrietta Cavendish († 1718) ⚭ 1706 Lionel Tollemache, Lord Huntingtower, Sohn und Erbe des Lionel Tollemache, 3. Earl of Dysart.

## Bedeutung im Pferderennsport

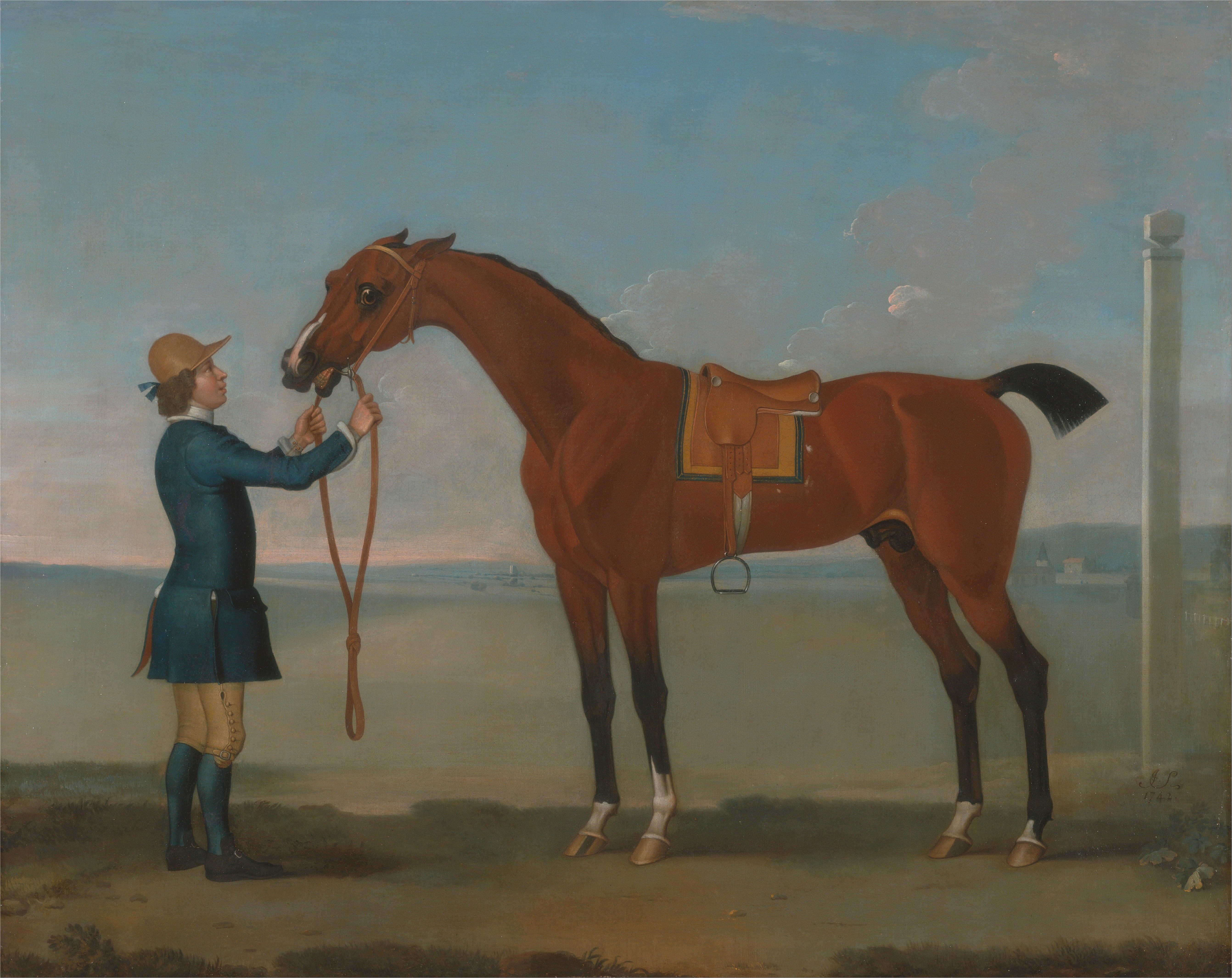
Flying Childers, Darstellung von James Seymour

William Cavendish war Besitzer von Flying Childers, der als erstes wahres Rennpferd des Pferderennsports gilt und seine Rennkarriere ungeschlagen beendete. Er ist ein Sohn des durch Thomas Darley nach Aldby Park, Buttercrambe 1704 aus Syrien importierten Araberhengst Darley Arabian, der neben Byerley Turk und Godolphin Barb einer der drei Gründerväter des Englischen Vollbluts ist.
Zu den Legenden um Flying Childers gehört auch, dass er 3 und 3/4 Meilen in sechs Minuten und 40 Sekunden gelaufen wäre. Damit pries William Cavendish den Hengst an, nachdem er ihn von Colonel Leonhard Childers erworben hatte. Der Aussage wird heute wenig Bedeutung beigemessen – der Hengst hätte damit die Meile schneller gelaufen als moderne Rennpferde auf sorgfältig präparierten Rennbahnen über kürzere Distanzen.
William Cavendish setzte den Hengst nach seiner Rennkarriere als Zuchthengst auf seinem Gestüt ein. Flying Childers war auf Grund der Rennerfolge seiner Nachkommen 1730 und 1736 Champion der Vaterpferde in England und Irland. Dabei wird für jeden Deckhengst die Gewinnsumme seiner Söhne und Töchter im zurückliegenden Jahr ermittelt. Es zählen Preisgelder, welche die Söhne und Töchter in Flachrennen in England und Irland gewonnen haben.
Der Hengst hat allerdings die Zucht des Englischen Vollblutpferdes nicht nachhaltig beeinflusst und gilt als einer der ersten Rennchampions, die nicht in der Lage waren, ihre Leistungsfähigkeit auf der Rennbahn auf ihre Nachkommen dauerhaft zu vererben. Deutlich größeren Einfluss auf die Zucht des Englischen Vollbluts hatte stattdessen Flying Childers' Vollbruder Bleeding Childers. Der für Rennen ungeeignete Hengst wurde von Leonard Childers an den Tuchfärber John Bartlett aus Richmond verkauft. Dieser setzte das Pferd mit der illustren Abstammung und Verwandtschaft ebenfalls als Deckhengst ein. Bleeding Childers ist unter anderem Vorfahr von Eclipse, dem bedeutendsten Rennpferd in der zweiten Hälfte des 18. Jahrhunderts. Über diese Linie ist Darley Arabian in männlicher Linie Vorfahr von 95 Prozent aller Englischen Vollblüter.

## Einzelbelege
1. ↑   McGrath: Mr. Darley's Arabian. Kapitel The cross strains now in being are without end, E-Book Position 699.
2. ↑   McGrath: Mr. Darley's Arabian. Kapitel The cross strains now in being are without end, E-Book Position 700.
3. ↑   Vollblüter mit klaren Verwandtschaftsverhältnissen (Memento vom 11. März 2007 im Internet Archive)
4. ↑   95% of thoroughbreds linked to one superstud In: New Scientist, 6. September 2005

| Vorgänger         | Amt                                     | Nachfolger        |
| ----------------- | --------------------------------------- | ----------------- |
| William Cavendish | Lord Steward of the Household 1707–1710 | John Sheffield    |
| William Cavendish | Lord Lieutenant of Derbyshire 1707–1710 | Nicholas Leke     |
| John Poulett      | Lord Steward of the Household 1714–1716 | Henry Grey        |
| Nicholas Leke     | Lord Lieutenant of Derbyshire 1714–1729 | William Cavendish |
| Daniel Finch      | Lord President of the Council 1716–1717 | Charles Spencer   |
| Henry Boyle       | Lord President of the Council 1725–1729 | Thomas Trevor     |
| William Cavendish | Duke of Devonshire 1707–1729            | William Cavendish |

| Personendaten    | Personendaten                                                |
| ---------------- | ------------------------------------------------------------ |
| NAME             | Cavendish, William, 2. Duke of Devonshire                    |
| ALTERNATIVNAMEN  | Cavendish, William; Devonshire, William Cavendish 2. Duke of |
| KURZBESCHREIBUNG | britischer Adeliger und Politiker                            |
| GEBURTSDATUM     | 1672                                                         |
| STERBEDATUM      | 4. Juni 1729                                                 |